# 芝堰水库
芝堰水库是中国浙江省金华兰溪市黄店镇境内的一座水库、与杭州建德市毗邻，位于兰江支流甘溪上游一支流上，建于20世纪70年代初，坝址位于芝堰村（原芝堰乡所在地，2004年4月并入黄店镇）北。
该水库为兰溪市最大的中型水库，正常库容为2800万立方米，集雨面积为53.4平方千米，其中2/3集雨面积在建德市境内。自2002年开始为兰溪城区供水，现为该市最大的饮用水水源地，承担着近40万人口的供水任务，现日供水能力为10万吨。
水库周边、水源保护区范围内尚有兰溪市考坞源村和下慈坞村共900多名居民，以及建德市邓家村和桥亭村共2000多名居民，其中考坞源、下慈坞两村位于水库库尾山坞中，无陆路可走，村民进出靠水库每天3趟渡船。